# 薩瑞南高地

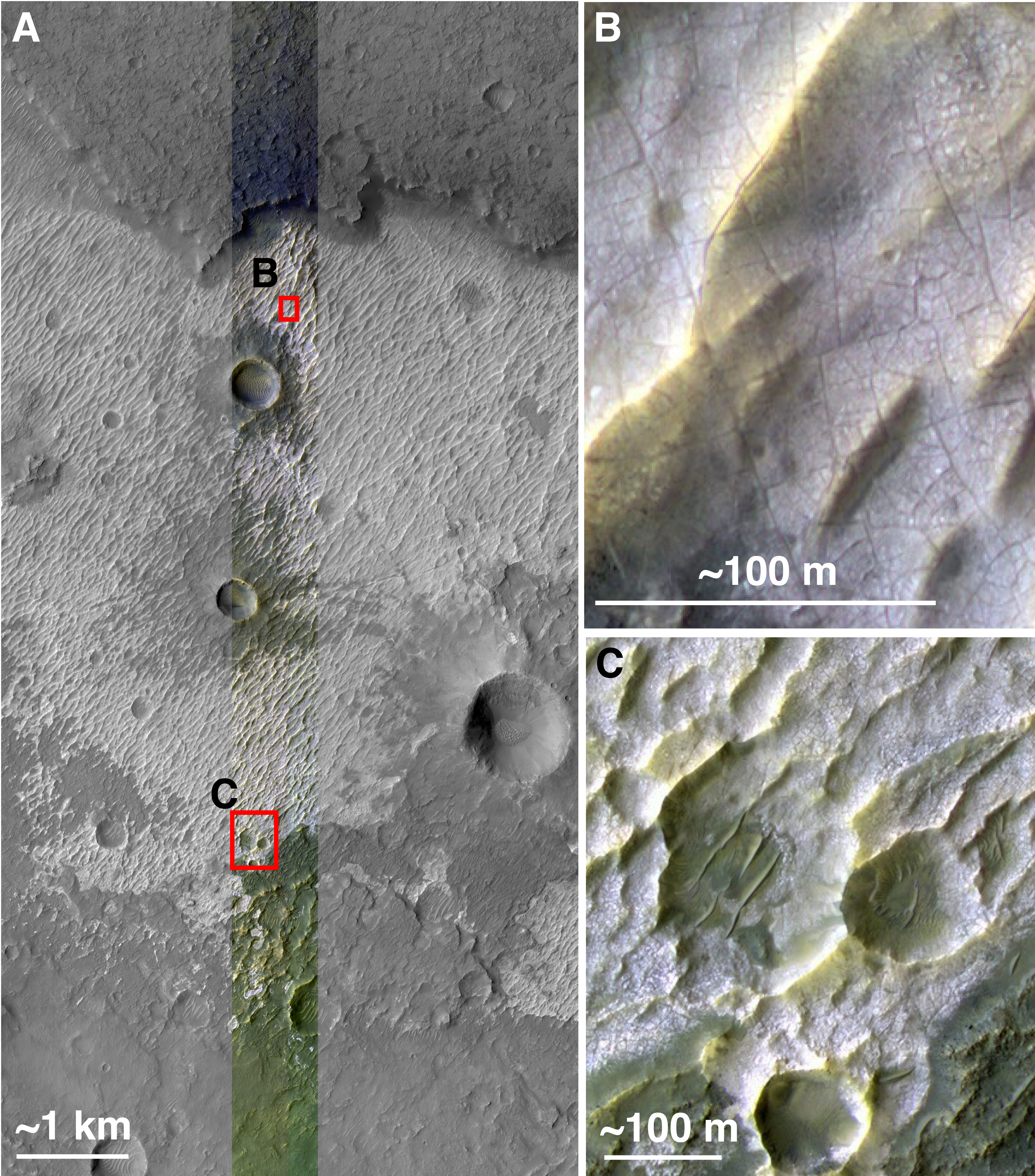
在塞壬高地可能的氯化物沉積。

塞壬高地或譯為塞壬台地（Terra Sirenum）是火星南半球一处辽阔的高地。

## 地理
塞壬高地位於火星法厄同区，其中心座標为39°42′S 150°00′W / 39.7°S 150°W，涵盖范围從南緯10度到南緯70度；西經110度到180度，纵横达3900公里。塞壬高地分布有众多的撞擊坑，其中包含了牛頓撞擊坑。据信塞壬高地上有一处曾經是湖泊的低地，但湖內之水一般認為是從馬丁谷流出。

## 氯化物沉積
2001火星奧德賽號在2008年3月在塞壬高地發現了以氯化物為組成單位的礦物沉積。這些沉積物年代約35到39億年，代表在火星早期歷史近地表液態水曾廣泛分布，暗示了火星早期可能存在生命。除了找到氯化物以外，火星侦察轨道器還發現了必須在長期暴露在水中才能形成的鐵鎂質膨潤石。

## 倒轉地形
火星部分區域發現了原本應該地勢較周圍低，但現在卻比周圍高，且類似河道的「倒轉地形」。一般認為巨岩一類的物質會沉積在底部區域，之後侵蝕（風可能無法移動巨岩）將表層物質移除後留下較能抵抗風化的沉積物。其它造成倒轉地形的可能方式也許是熔岩流入河床或者是被溶於水中的礦物膠結而成。在地球上由二氧化矽膠結成的物質能高度抵抗各種侵蝕。在地球上倒轉河道的最佳例子是美國猶他州綠河的雪松山組地層。河道狀的倒轉地形是火星表面過去曾有液態水流動的進一步證據。 

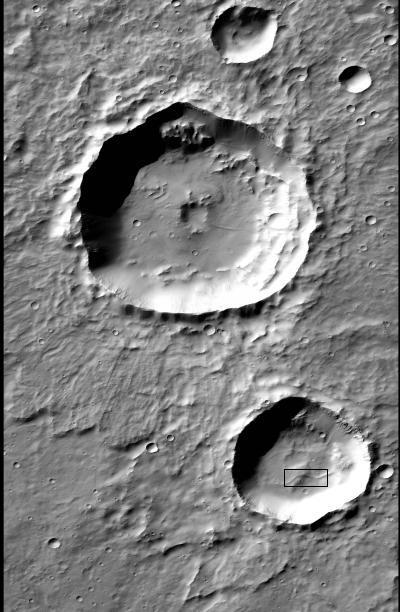
火星侦察轨道器的背景攝影機（CTX）拍攝的隕石坑內黑框是下一張影像所在位置。
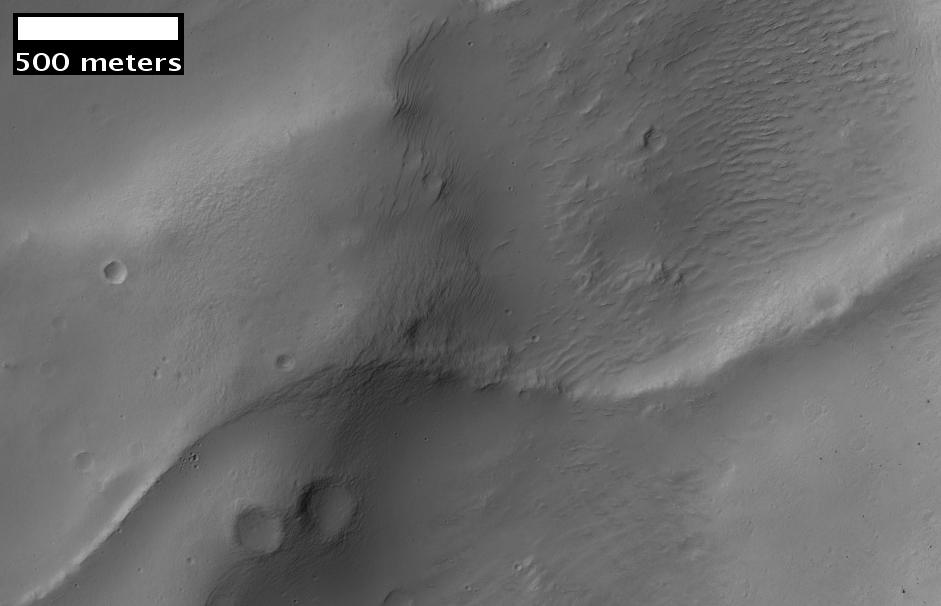
這張彎曲山脊的影像可能是原始河道形成的倒轉地形。本影像由HiWish計畫高解析度成像科學設備拍攝。

## 火星冲沟
塞壬高地有許多可能是近年由流水形成的火星冲沟。有些溝渠可在戈耳貢混沌地形和許多接近哥白尼和牛頓這兩個巨大撞擊坑的區域找到。溝渠形成於陡峭的山坡上，尤其是撞擊坑壁。一般認為如果撞擊坑中有數個溝渠，那這些溝渠是相對年輕的。此外，這些溝渠一般是位於被認為相當年輕的沙丘之上。一般來說每個溝渠都有凹地（Alcove）、渠道和裙狀地形。部分研究發現溝渠會在斜坡上每個方向形成；另有發現指有較多溝渠是在面向極點的方向，尤其是在南緯30倒44度之間。
雖然目前有許多觀點試圖解釋，最被接受的觀點是液態水從含水層流出，而這些水是從底部的古老冰川溶化而來，或者是當火星氣候較溫暖時地下的冰融化。因為這些溝渠的形成很可能是液態水造成，而且可能相當年輕，科學家相當興奮也許這些溝渠是人類找尋火星生命應鎖定目標。
有證據可以證明以上三個理論。大多數溝渠的凹地頂端都是在同一個高度，正如科學家所預期的含水層。多個量測和計算顯示液態水可以存在於大多數溝渠頂端的深度。另外一個模型則是上升的岩漿可以促使地下冰的溶化，並使水流入含水層。含水層是讓水可以流動的地層，因為這樣的地層可能有多孔的砂岩。含水層可能會在一個防止水向下流的地層上方（地質上稱為不透水層）。因為含水層中的水無法往下滲透，只能水平流動。最終當含水層達到像撞擊坑壁這樣的破裂面時，水可能將流往表面。最終水流將會侵蝕坑壁形成溝渠。含水層在地球上相當常見，最有名的例子是美國猶他州錫安國家公園的「哭泣石」（Weeping Rock）。
至於第二個理論，火星表面大部分區域都被認為是冰和塵埃混合的表面平坦的厚層物質覆蓋。富含冰的地層則厚達數公尺，並且會使火星表面變平滑；但該地層的表面會是類似籃球表面的凹凸地形。底下富含冰的地層可能類似冰川，而且在一定深度之下含冰的混合物可能會溶化且在陡坡上往下流，形成溝渠。因為在這些地層上很少撞擊坑，因此這些地層相對年輕。一個觀察這種地層最好的視角在以下由火星偵察軌道器的HiRISE拍攝的托勒密撞擊坑環。富含冰的地層可能是氣候變遷的結果。火星軌道和自轉軸傾斜角度的改變會造成火星上水冰的分布變化，可從北極延伸至相當於美國德克薩斯州的緯度。在特定氣候的期間，水蒸氣會離開火星兩極的冰層並且進入大氣層。水會在低緯度區域回到表面，並且以霜或者是雪和塵埃混合的狀態沉積。火星的大氣層包含了許多細顆粒塵埃。當水蒸氣在這些塵埃顆粒上凝結時，這些塵埃將會因為凝結水的外加重量掉到火星表面。當火星到達其最大的轉軸傾角或黃赤交角，在火星兩極夏季冰冠最多會有兩公分厚的冰層消失，並且因此形成的水蒸氣會在中緯度區域沉積。這種水的運動可能持續數千年，並造成可厚達10公尺的雪層。當位在地層上的冰回到大氣層後，會將塵埃留在表面，將剩下的冰與大氣層隔絕。溝渠高度和坡度的測量支持這個積雪或冰川與溝渠相關的看法。陡峭的坡會有較多的陰影可以儲存雪。較高的區域有少得多的溝渠，這是因為冰可能傾向於在較高處稀薄大氣層中昇華。
第三個可能理論則是氣候變化可能就足以讓地下的冰溶化，形成溝渠。在較溫暖氣候時，地表下數公尺深以內可能解凍，並產生類似乾冷氣候下格陵蘭東部海岸的泥石流。既然在陡坡上的溝渠在土壤顆粒剪力強度只有小幅下降時就會產生流動；少量來自地表下融冰的液態水流動可能就足夠。計算顯示，即使在火星現在的氣候條件下，每個火星年中的50個火星日都會產生每日三分之一公厘的地表逕流。

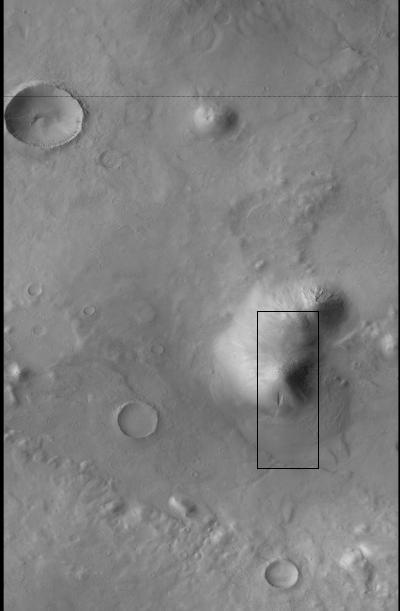
火星偵察軌道器的背景攝影機（CTX）拍攝影像是下一個影像的廣視野區域。因為這個山丘是孤立的，將難以形成透水層。黑色長方型框是下一個影像的大略位置。
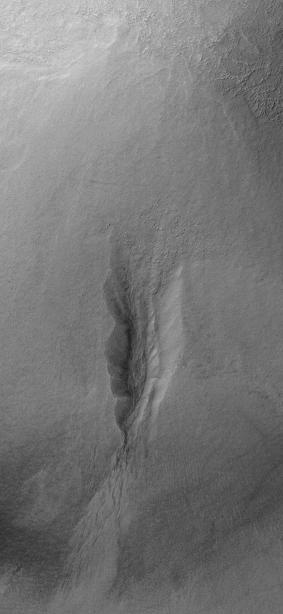
火星全球探勘者號拍攝山丘上的溝渠，是火星轨道器相机公共目标计划拍攝影像。影像中的溝渠是在一個類似這樣的孤立山峰；目前仍難以解釋水如何從含水層流出，因為含水層需要廣大的收集區。
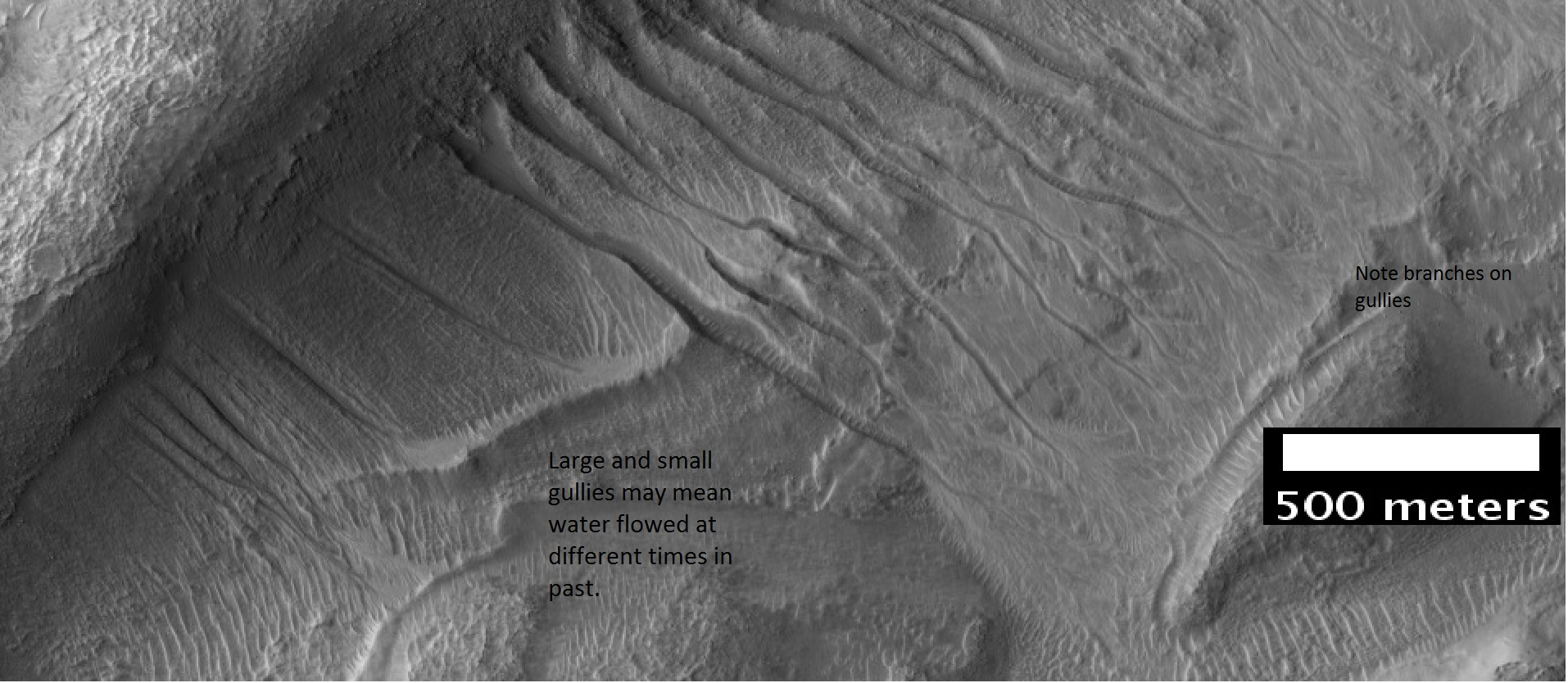
HiWish计划下由 HiRISE 拍攝的影像，是塞壬高地中一個撞擊坑內的溝渠。
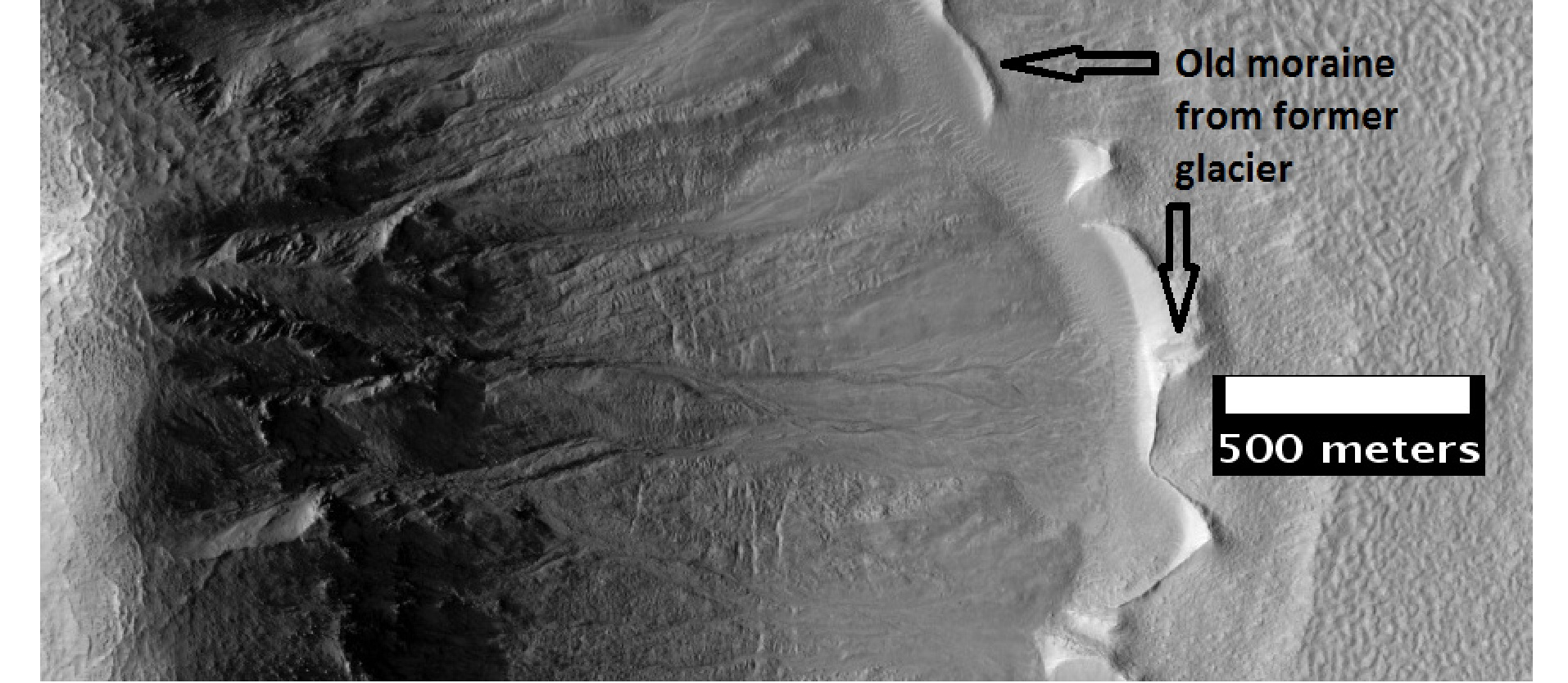
塞壬高地一個撞擊坑內，溝渠和一個古代冰川殘留物。HiWish 計畫中由 HiRISE 拍攝的影像。
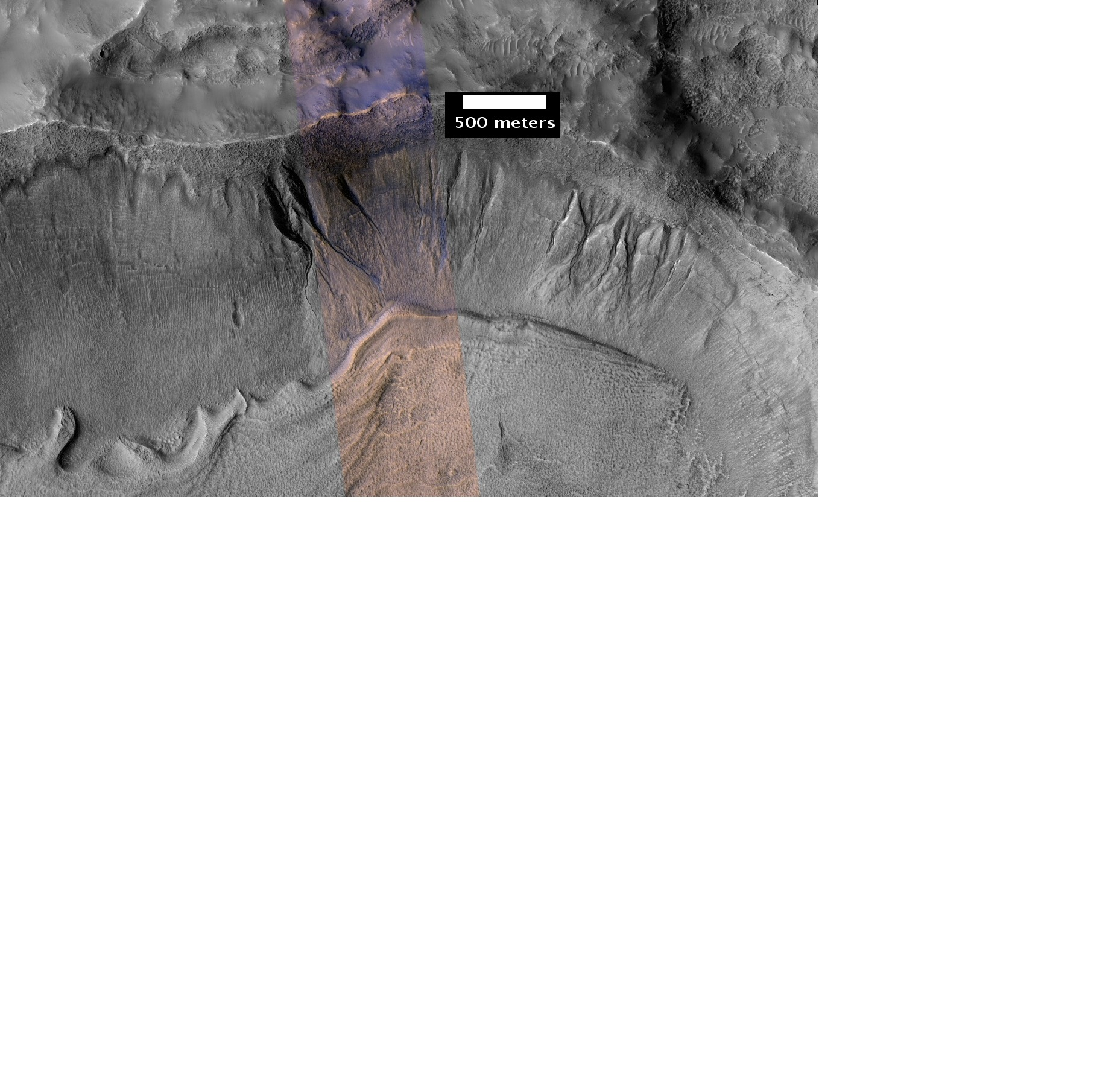
HiWish 計畫中由 HiRISE 拍攝的影像，是塞壬高地中一個撞擊坑內的溝渠。

## 磁性帶狀區域和板塊構造
火星全球探勘者號在火星地殼上發現了磁性帶狀區域，尤其是在法厄同区和艾瑞達尼亞區（含辛梅利亞高地和塞壬高地）。火星全球探勘者號的磁強計在火星外殼發現了100公里寬的磁化區域，並以大致平行的狀態延伸2000公里。這些帶狀區域的磁極在火星磁北極點磁極方向會上下轉變。
當類似的帶狀區域在1960年代於地球上被發現時，這些是板块构造论的證據。研究者認為這些火星上的磁性帶狀區域是火星早期短時間板塊構造運動的證據。當岩石固化形成時，岩石內部的磁性物質會保持在岩石形成時的磁極方向。行星的磁場一般認為是由行星內部的流體產生。 
不過，地球和火星的磁性帶狀區域仍有一些差異。火星的帶狀區域較寬，磁性程度較強，且沒有以外殼一個區域為中心向外傳播的區域。這是因為磁性帶狀區域所在範圍年齡約40億年，一般認為火星全球性磁場只存在於火星形成後前數百萬年。當行星內部的熔融鐵核溫度夠高時就足以形成磁發電機。在希臘平原等巨大的火星撞擊盆地是沒有磁場的。巨大的撞擊可能會將岩石中殘餘的磁性消除，所以早期流體運動產生的磁性在撞擊之後不再存在。
當熔融岩石包含赤鐵礦（Fe2O3）等磁性物質時，冷卻和固化會使磁場形成，會記錄下背景磁場的磁極。磁性只會在岩石如果加熱到高溫時才會消失（鐵的居里點溫度是770°C）。當岩石固化時，岩石中殘於磁性會將背景磁場磁極記錄下來。